# Dinton (Buckinghamshire)
Dinton – wieś w Anglii, w hrabstwie Buckinghamshire, w dystrykcie (unitary authority) Buckinghamshire. Leży 62 km na północny zachód od centrum Londynu. W 2001 miejscowość liczyła 861 mieszkańców.